# Йоган Ґотліб Науман
Йоганн Ґотліб Науман (нім. Johann Gottlieb Naumann 7 квітня 1741, Блазевіц — 23 жовтня 1801, Дрезден) — німецький композитор і диригент, який прославився своїми операми у Швеції та Данії.

## Біографія
Народився в родині землевласника. Початкову музичну освіту здобув у сільській школі в Лошвіце, навчившись там грати на фортепіано й органі. У 13-річному віці деякий час був змушений навчатися слюсарної справи, але потім зміг вступити до однієї з латинських шкіл в Дрездені й там продовжити свою музичну освіту. 1757 року спільно з Гейгером Андерсом Весстромом вирушив у подорож Італією. З 1759 по 1763 навчався у Джузеппе Тартіні в Падуї, Джованні Батіста Мартіні в Болоньї, а також Йоганна Адольфа Гассе у Венеції. У цей період життя написав свої перші музичні твори. Свою першу оперу, «Il tesoro insidiato», написав до венеціанського карнавалу 1763 року.
1 серпня 1764 за рекомендацією Хассе і Мартіні призначений придворним композитором церковної музики в Дрездені, а наступного року знову вирушив у подорож до Італії. У Дрезден відкликаний навесні 1768, де написав, зокрема, оперу «La clemenza di Tito» на весілля короля Фрідріха Августа I. 
З 1772 по 1774 рік працював в Мюнхені, потім знову повернувся до Італії, в Падуї та Венеції написав п'ять опер, ставши незабаром відомим оперним композитором і в 1776 році відмовився від запрошення до Берліна, вважаючи за краще стати придворним капельмейстером в Дрездені. 1777 року прийняв запрошення шведського короля Густава III, де працював у Королівській опері в Стокгольмі й реформував структуру місцевого придворного оркестру. 1786 року поставив у Швеції оперу «Густав Ваза», яка отримала велику популярність і з того ж року і до кінця життя працював у Дрездені, був запрошений диригентом та оперним композитором в Копенгагені у 1785—1786 роках і в Берліні в 1788—1789 роках. 1792 одружився з дочкою данського віцеадмірала, в цей же період через посилення глухоти змушений відійти від активної музичної діяльності.
Був плідним композитором, написавши за своє життя сотні творів різних жанрів, але найбільше знаний як оперний композитор. Для театру в Палермо написав оперу «Ахілл на Скіросі»; у Венеції була поставлена інша його опера, «Олександр в Індії». Пізніше на італійських сценах з успіхом йшли його «Сулейман», «Засмучена весілля», «Безлюдний острів», «Арміда». В період роботи в Стокгольмі написав свою першу оперу шведською мовою «Амфіон», що мала великий успіх; за нею були «Кора» і «Густав Ваза» (також шведською мовою), а в Копенгагені (данською мовою) — «Орфей». Остання його опера, «Ацис і Галатея», була поставлена в Дрездені в 1801 році.
Писав також камерну музику, церковну музику латинською, італійською та німецькою мовами (8 мес, пасіони і інші ораторії, Маріанські антифони, офферторії і інші піснеспіви пропрія), елегії, пісні. В цілому, Науман у Швеції і Данії був більш популярним (головним чином як оперний композитор), ніж на батьківщині.